# Đại học Ōita
Đại học Ōita (大分大学 Ōita daigaku) là một trường đại học nằm ở thành phố Ōita, tỉnh Ōita, Nhật Bản. Đại học Ōita được thành lập vào năm 1949. Hiệu trưởng hiện tại của trường là Kitano Seigō.